# En cour d'assises
Pour les articles homonymes, voir On Trial.
Pour plus de détails, voir Fiche technique et Distribution.
En cour d'assises (On Trial) est un film de procès américain réalisé par Archie Mayo et sorti en 1928.
C'est la deuxième adaptation de la pièce de 1914 d'Elmer Rice, après le film de 1917 de James Young. Le film est réputé perdu.

## Synopsis
Robert Strickland passe devant le tribunal pour le meurtre de son associé en affaires Gerald Trask. Il reconnait sa culpabilité et demande l'arrêt du procès, ce qui lui est refusé.

## Fiche technique
- Titre : En cour d'assises
- Titre original : On Trial
- Réalisation : Archie Mayo
- Scénario : Robert Lord, Max Pollock, d'après une pièce d'Elmer Rice
- Production : Warner Bros.
- Lieux de tournage : Warner Brothers Burbank Studios, Californie
- Image : Byron Haskin
- Son : Vitaphone[1]
- Montage : Thomas Pratt
- Durée : 91 minutes
- Date de sortie : 14 novembre 1928

## Distribution
- Pauline Frederick : Joan Trask
- Bert Lytell : Robert Strickland
- Lois Wilson : May Strickland
- Holmes Herbert : Gerald Trask
- Richard Tucker : avocat général
- Jason Robards Sr. : avocat de la défense
- Franklin Pangborn : Turnbull
- Fred Kelsey : Clerk
- Johnny Arthur : Stanley Glover
- Vondell Darr (en) : Doris Strickland
- Edmund Breese : juge
- Edward Martindel : Dr Morgan